# 敏軒說類

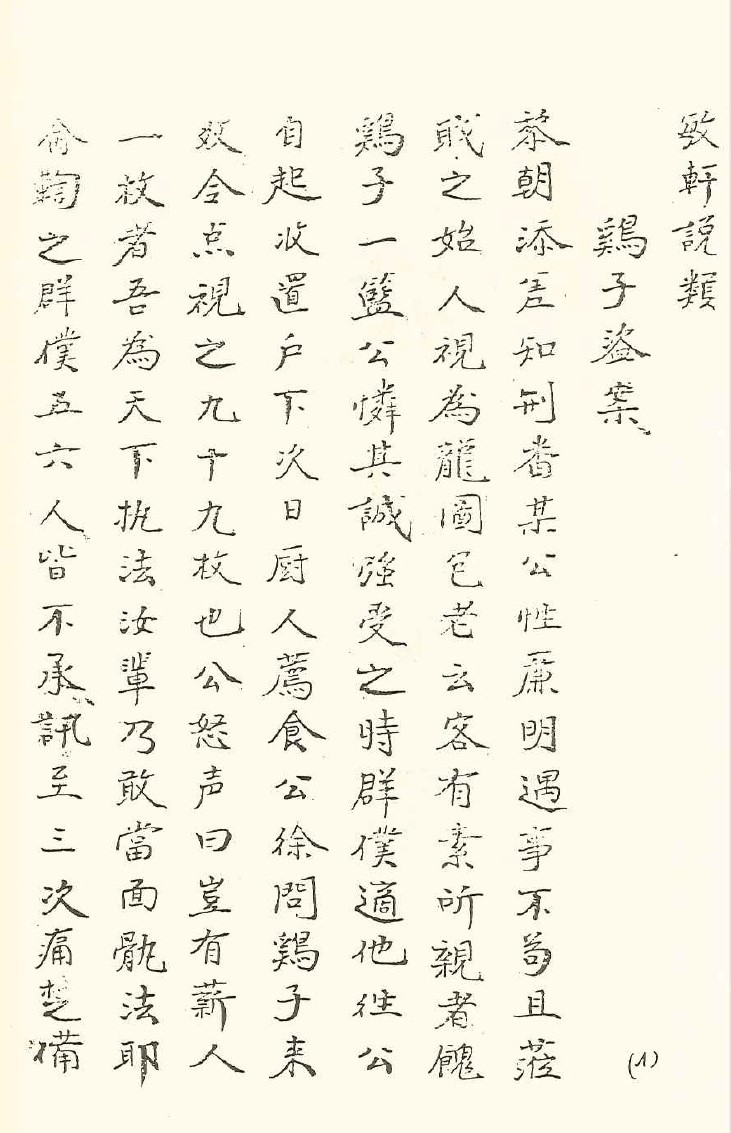
《敏軒說類》書影

《敏軒說類》（越南語：Mẫn Hiên Thuyết Loại），19世紀越南阮朝時期漢文筆記小說，由高伯适、張國用寫成。書分三個部分，第一部分「史傳」（共十篇）由高伯适撰，內容裡的傳主多為作者親見親聞之人，結構嚴謹；第二部分「古蹟」（共一百七十八則）及第三部分「人品」（共四十六篇）由張國用撰，以平實語言及客觀記述，展現山川名勝及人物軼事。

## 本書的編撰
《敏軒說類》分成三個部分，由兩位作者寫成。第一部分「史傳」，作者高伯适（生卒：1809─1854年），字周臣，號菊堂，又號敏軒，阮朝嘉林縣人，自少以「神童」知名，曾獲朝廷授以「補禮部行走」、「補翰林院」、「調補國威教授」等職，結交多位著名文士綿審、阮文超等人物，作者本人寫有詩集、文集及著作多種。1854年因參加黎維巨的起事，失敗被誅。本部分裡的人物傳記，都為黎末阮初人物，內容素材由作者記錄師友的口述及自身的見聞而編成，如《慈山命報》是「得之吾（指作者）業師儒醫老人」，《方庵先生遺事》是「師紅桂公為之說，記其事云」，《吳霖罵賊》為作者「少親見其事」，《潘文奉兄弟》是「近一友人為余（指作者）歷說其事」等等。作者的筆風，多是頌揚各種人物的廉潔正直、清心寡欲、忠義剛烈、英勇善戰等特質。
本書第二部分「古蹟」和第三部分「人品」，作者張國用（生卒：1797─1864年），又曾名慶，字以行，阮朝河靜省石河縣人，歷任戶部侍郎、廣義按察使、 新平知府、刑部尚書、國史館總裁等職。作者曾撰寫及主編過不少考訂史事的著作，較有名的為《公暇紀聞》。學者黃文樓、陳慶浩指出，「古蹟」、「人品」兩個部分在《公暇紀聞》亦有相同內容，可能此兩部分是《公暇紀聞》中相應條文的稿本。此外亦有學者認為，該兩部分可能是高伯適（即高伯适）或後世讀者抄錄《公暇記聞》裡的相關內容，稍作改動，續在《敏軒說類》後面而成為傳世本子。

## 內容概述
本書包括三個部分：第一部分有傳說十篇，各有標題，涉及黎末阮初的歷史人物。第二部分以「古蹟」為總題，收錄一百七十八則，列舉各地山河江海、故城關隘、祠廟塔寺等名勝古跡，除《藍城山》、《三海》等篇幅較長，其餘大都簡短，甚至僅十數字。第三部分以「人品」為總題，講述四十六名歷史人物的軼事，記述亦簡要。

## 後世評價及整理出版情況
《敏軒說類》在後世，受到越南漢文文學研究者的注意。學者黃文樓指出，高伯適（即高伯适）在其時代的文壇上甚具聲望，而《敏軒說類》中的「史傳」便是其僅存的著作之一，從文中可見他敍事結構嚴謹，寫法一貫。張國用所撰寫的「古蹟」部分，較為較短，重客觀記述而乏文采，「人品」行文亦簡要平實，文短意深，以截取人物生活片段及重要事件以塑造鮮明性格，頗具《世說新語》的神韻。
本書面世以後，因主要作者高伯適（即高伯适）反抗朝廷失敗被誅，因此其作品亦受牽連，頗多散失。本書較早的版本只有抄本一種，為20世紀初法國遠東學院所抄錄，出處不明，藏於河內漢喃研究院圖書館。臺灣學生書局於1992年出版的《越南漢文小說叢刊》第二輯收錄了本書，由越南學者黃文樓校點及撰寫「出版說明」、「補充說明」。2010年，中國大陸上海古籍出版社出版的《越南漢文小說集成》亦有收錄，由孫軼旻校點，黃文樓、陳慶浩撰本書的「提要」。

## 引用來源
1. ↑  《敏軒說類》黃文樓「出版說明」，收錄於陳慶浩、鄭阿財、陳義主編《越南漢文小說叢刊》第二輯第五冊《筆記小說類》，臺灣學生書局，131─132頁。
2. ↑  高伯（即高伯适）《敏軒說類·慈山命報》，收錄於陳慶浩、鄭阿財、陳義主編《越南漢文小說叢刊》第二輯第五冊《筆記小說類》，臺灣學生書局，141頁。
3. ↑  高伯（即高伯适）《敏軒說類·方庵先生遺事》，收錄於陳慶浩、鄭阿財、陳義主編《越南漢文小說叢刊》第二輯第五冊《筆記小說類》，臺灣學生書局，143頁。
4. ↑  高伯（即高伯适）《敏軒說類·吳霖罵賊》，收錄於陳慶浩、鄭阿財、陳義主編《越南漢文小說叢刊》第二輯第五冊《筆記小說類》，臺灣學生書局，147頁。
5. ↑  高伯（即高伯适）《敏軒說類·潘文奉兄弟》，收錄於陳慶浩、鄭阿財、陳義主編《越南漢文小說叢刊》第二輯第五冊《筆記小說類》，臺灣學生書局，149頁。
6. 1 2  任明華《越南漢文小說研究》，上海古籍出版社，280頁。
7. ↑  《敏軒說類》黃文樓「補充說明」，收錄於陳慶浩、鄭阿財、陳義主編《越南漢文小說叢刊》第二輯第五冊《筆記小說類》，臺灣學生書局，136頁。
8. ↑  《敏軒說類》黃文樓、陳慶浩「提要」，收錄於孫遜、鄭克孟、陳益源主編《越南漢文小說集成》第十六冊，上海古籍出版社，287頁。
9. ↑  《敏軒說類》黃文樓、陳慶浩「提要」，收錄於孫遜、鄭克孟、陳益源主編《越南漢文小說集成》第十六冊，上海古籍出版社，286頁；任明華《越南漢文小說研究》，上海古籍出版社，280─281頁。
10. ↑  《敏軒說類》黃文樓、陳慶浩「提要」，收錄於孫遜、鄭克孟、陳益源主編《越南漢文小說集成》第十六冊，上海古籍出版社，286頁。
11. ↑  任明華《越南漢文小說研究》，上海古籍出版社，281─282頁。
12. ↑  《敏軒說類》黃文樓、陳慶浩「提要」，收錄於孫遜、鄭克孟、陳益源主編《越南漢文小說集成》第十六冊，上海古籍出版社，285─286頁。
13. ↑  高伯（即高伯）《敏軒說類》，收錄於陳慶浩、鄭阿財、陳義主編《越南漢文小說叢刊》第二輯第五冊《筆記小說類》，臺灣學生書局。
14. ↑  高伯（即高伯）《敏軒說類》，收錄於孫遜、鄭克孟、陳益源主編《越南漢文小說集成》第十六冊，上海古籍出版社。